# Landkreis Parchim
Landkreis Parchim var ett län (Landkreis) i det tyska förbundslandet Mecklenburg-Vorpommern.
Länet låg söder om länen Güstrow och Nordwestmecklenburg, öster om länet Ludwigslust och staden Schwerin, väster om länet Müritz samt norr om förbundslandet Brandenburg. Länets huvudort var Parchim.